# STS-122
STS-122 — космический полёт MTKK «Атлантис» по программе «Спейс Шаттл», целью которого является продолжение сборки Международной космической станции. Это 24-й полёт по программе МКС.

## Экипаж
- Стивен Фрик (Stephen Frick) (2-й космический полёт), командир экипажа
- Алан Пойндекстер (Alan Poindexter) (1), пилот
- Рекс Уолхайм (Rex Walheim) (2), специалист полёта
- Стэнли Лав (Stanley Love) (1), специалист полёта
- Леланд Мелвин (Leland Melvin) (1), специалист полёта
- Ханс Шлегель (Hans Schlegel) (2), (Германия) специалист полёта, астронавт Европейского космического агентства
- Леопольд Эйартц (Leopold Eyharts) (2), (Франция) специалист полёта, бортинженер 16-й экспедиции на МКС, астронавт Европейского космического агентства

В экипаже «Атлантиса» — трое новичков космических полётов: Алан Пойндекстер, Стэнли Лав и Леланд Мелвин.

## Параметры полёта
- Вес:
  - Вес при старте: ?? кг
  - Вес при приземлении: ?? кг
- Перигей: ?? км
- Апогей: ?? км
- наклонение: 51,6°
- Период обращения: 91,6 мин

## Цель
Доставка на орбиту европейского исследовательского модуля «Коламбус» и монтаж его на Международной космической станции. Модуль «Коламбус» будет пристыкован к модулю «Гармония».

## Подготовка к полёту
20 июля 2006 года НАСА назвал экипаж для миссии «Дискавери» STS-122, которая доставит на орбиту и европейский исследовательский модуль «Коламбус» и смонтирует его на Международной космической станции.
Командиром экипажа назначен Стефен Фрик (Stephen Frick), пилотом — Алан Пойндекстер (Alan Poindexter). Специалисты миссии: Рекс Вальхайм (Rex Walheim), Стэнли Лав (Stanley Love), Леланд Мелвин (Leland Melvin) и астронавт Европейского космического агентства Ханс Шлегель (Hans Schlegel) (Германия). Пойндекстер, Лав и Мелвин — новички космических полётов.
Для Стефена Фрика и Рекса Вальхайма это будет второй космический полёт, первый полёт они также совершили вместе на шаттле «Атлантис» STS-110 в 2002 году.
Для Ханса Шлегеля это также второй космический полёт, первый полёт — «Колумбия» STS-55 в 1993 году.
16 апреля 2007 года, из-за задержки старта миссии «Атлантис» STS-117, руководство НАСА приняло решение о некоторых перестановках в очерёдности полётов шаттлов. Планировавшийся ранее для миссии STS-122 шаттл «Дискавери» заменён на шаттл «Атлантис». 10 ноября 2007 произведена установке шаттла «Атлантис» с топливным баком на стартовую позицию на площадке Pad 39A космодрома им Кеннеди на мысе Канаверал. Старт Атлантиса был намечен на начало декабря.

## Описание полёта
Миссия STS-122 сопровождалась целым рядом поломок. Сначала вышло из строя два топливных датчика, в результате чего старт шаттла задержался на два месяца. На старте от корабля отвалились три куска монтажной пены, которые теоретически могли повредить теплоизоляцию. Наконец, после отстыковки от МКС произошёл сбой в системе отопления, в результате которого вышли из строя четыре небольших кормовых двигателя. При посадке эти двигатели не должны были использоваться, так что приземление проходило по намеченному графику.
Экипаж «Атлантиса» совершил три выхода в открытый космос, установив привезённую на МКС европейскую лабораторию «Коламбус» и заменив бак с азотом на ферме P1. Шаттл также привёз на орбиту европейского астронавта — француза Леопольда Эартса (Leopold Eyharts), который заменит Дэниела Тани.
В 15:59 по московскому времени «Атлантис» включил двигатели на две минуты сорок секунд, чтобы получить импульс для схода с орбиты. Если бы диспетчеры сочли условия для посадки неблагоприятными, сход с орбиты и посадка были бы отложены (имелось три резервных варианта посадки).
Шаттл «Атлантис» успешно приземлился во Флориде, в космическом центре «Кеннеди», в 17:07.

## Галерея

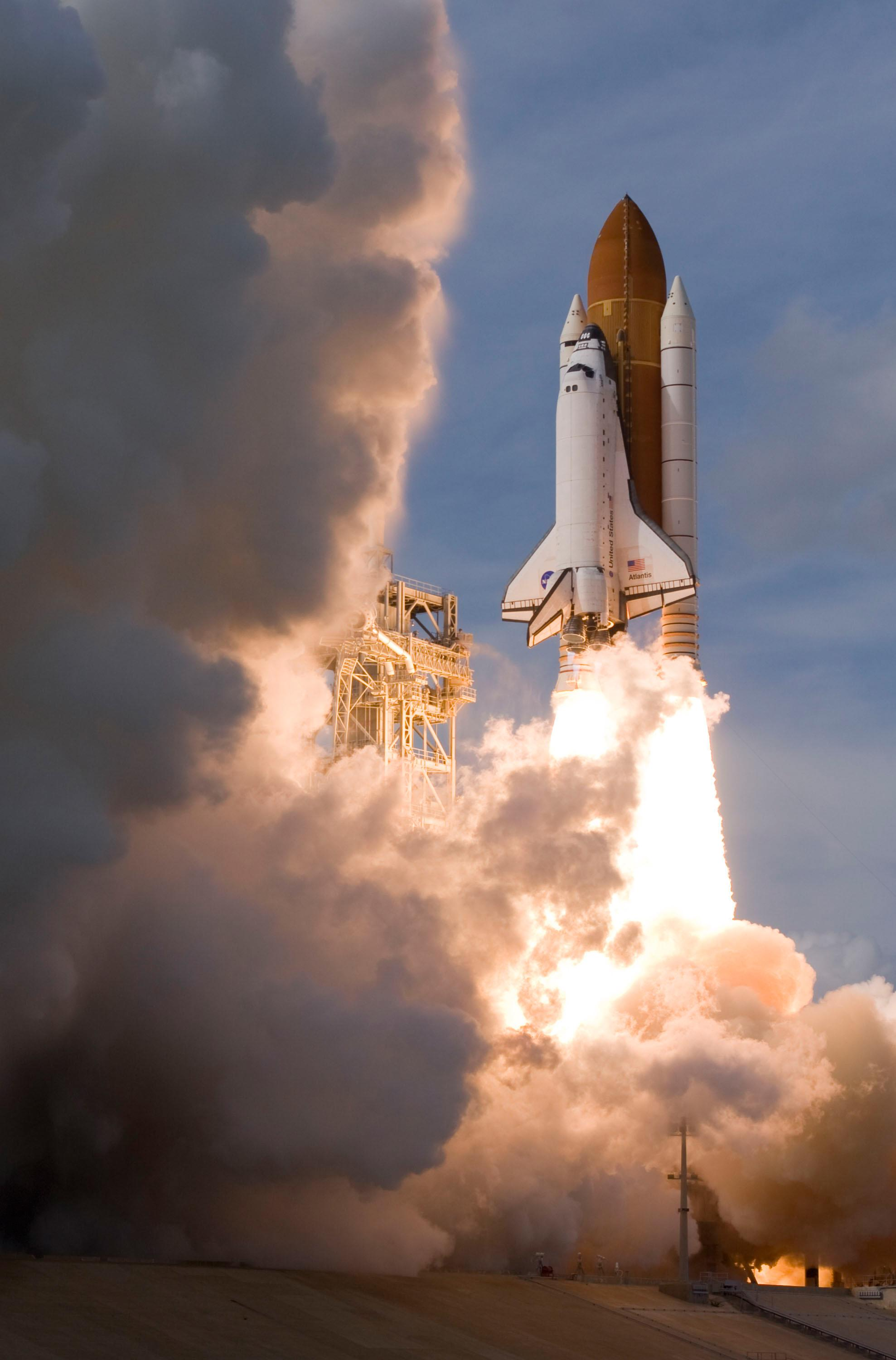
Старт шаттла Атлантис STS-122.
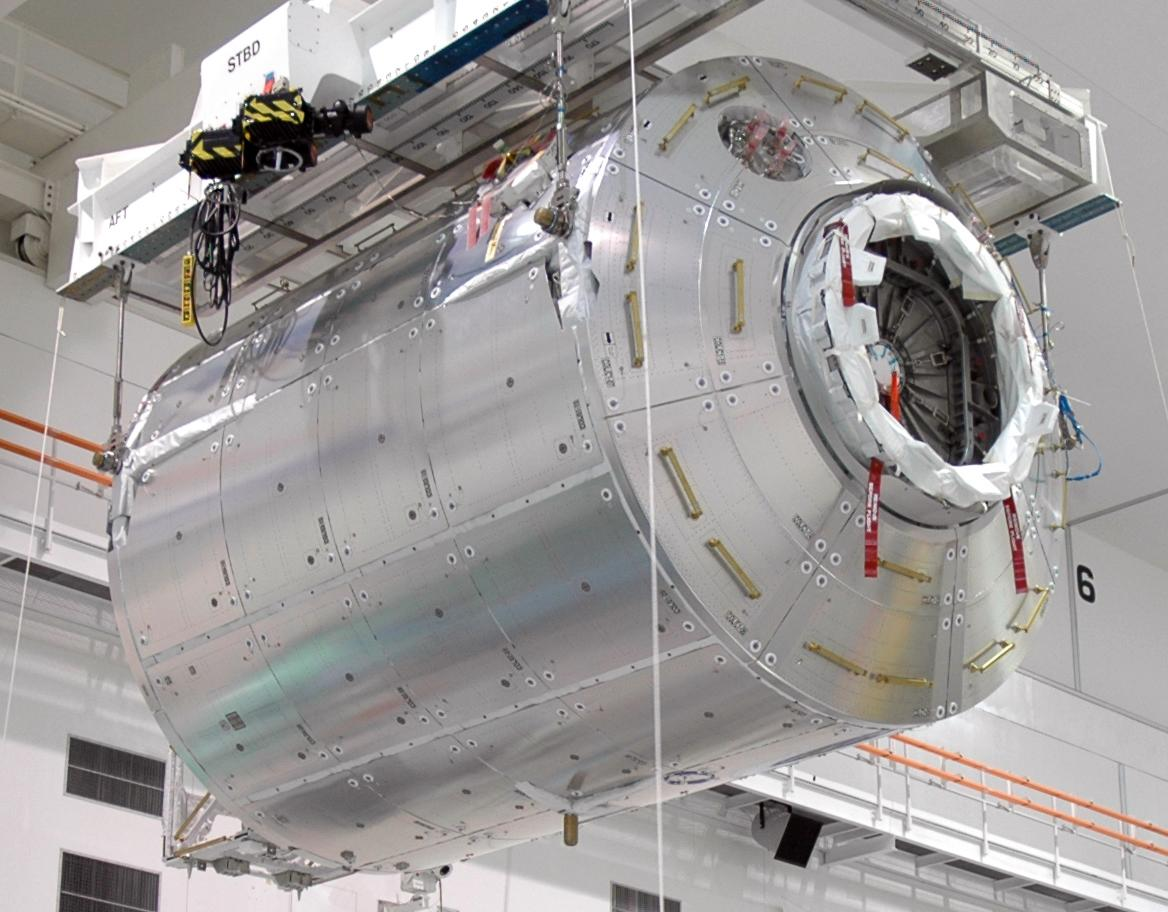
Сборка модуля «Коламбус».